# Paraniphona
Paraniphona – rodzaj chrząszczy z rodziny kózkowatych i podrodziny zgrzypikowych. 

## Zasięg występowania
Przedstawiciele tego rodzaju występują w płn.-wsch. Indiach oraz Chinach.

## Systematyka
Do Paraniphona należą 2 gatunki:
- Paraniphona niphonoides,
- Paraniphona rotundipennis.